# Formuła E
Formuła E – klasa wyścigów samochodowych powołana w 2012 roku. W Mistrzostwach Formuły E stosowane są jedynie jednomiejscowe samochody elektryczne. Seria, promowana przez konsorcjum Formula E Holdings, jest licencjonowana oraz nadzorowana przez Fédération Internationale de l’Automobile.
Pierwszym sezonem Mistrzostw Formuły E był sezon 2014/2015 (rozpoczęty we wrześniu 2014), podczas gdy samochody serii zostały po raz pierwszy uruchomione w 2013 roku. Do tej pory rozegrano siedem sezonów. Założycielem i prezesem serii jest Alejandro Agag, natomiast od września 2019 dyrektorem generalnym serii jest Jamie Reigle.
9 stycznia 2018, koncern ABB został sponsorem tytularnym serii, zmieniając nazwę serii FIA Formula E Championship na ABB FIA Formula E Championship.

## Historia

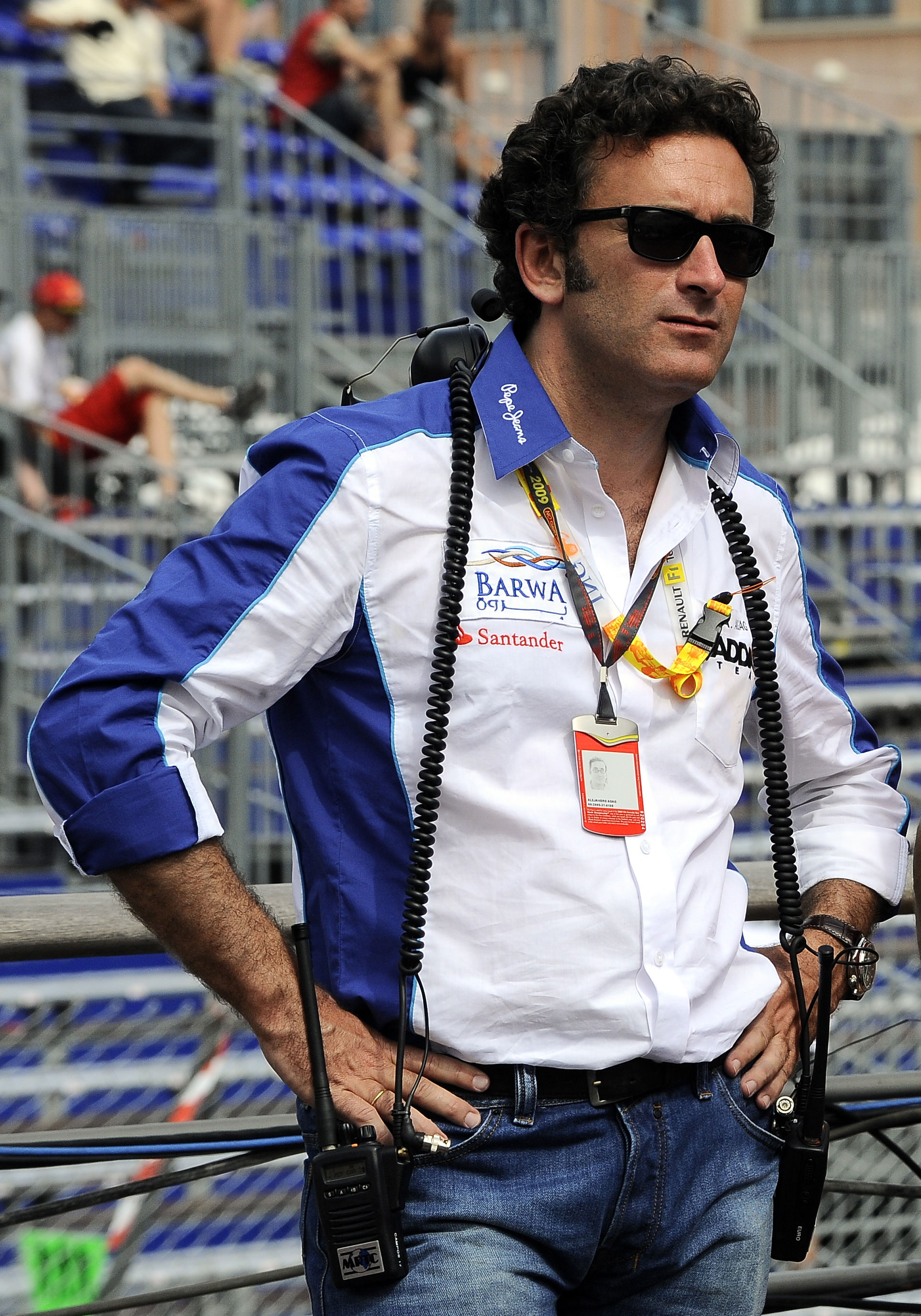
Alejandro Agag, założyciel i prezes Formuły E

Propozycja serii wyścigów samochodów elektrycznych została opracowana przez Jeana Todta, prezydenta Fédération Internationale de l’Automobile i została przedstawiona dwóm politykom: Antonio Tajaniemu i Alejandro Agagowi oraz włoskiemu aktorowi Teo Teocoliemu podczas obiadu w małej włoskiej restauracji w Paryżu, która miała miejsce 3 marca 2011. Tajani skoncentrował się na elektryfikacji przemysłu samochodowego, zmniejszeniu emisji dwutlenku węgla i wprowadzeniu systemów hybrydowych i elektrycznych. Agag poparł działania Todta po tym, jak ten ostatni omówił przetarg na organizację serii. Hiszpan, będący wcześniej właścicielem zespołu Addax Team,  powiedział Todtowi, że podejmie się tego zadania ze względu na jego wcześniejsze doświadczenie w negocjowaniu umów ze stacjami telewizyjnymi, sponsorowaniem i marketingiem.

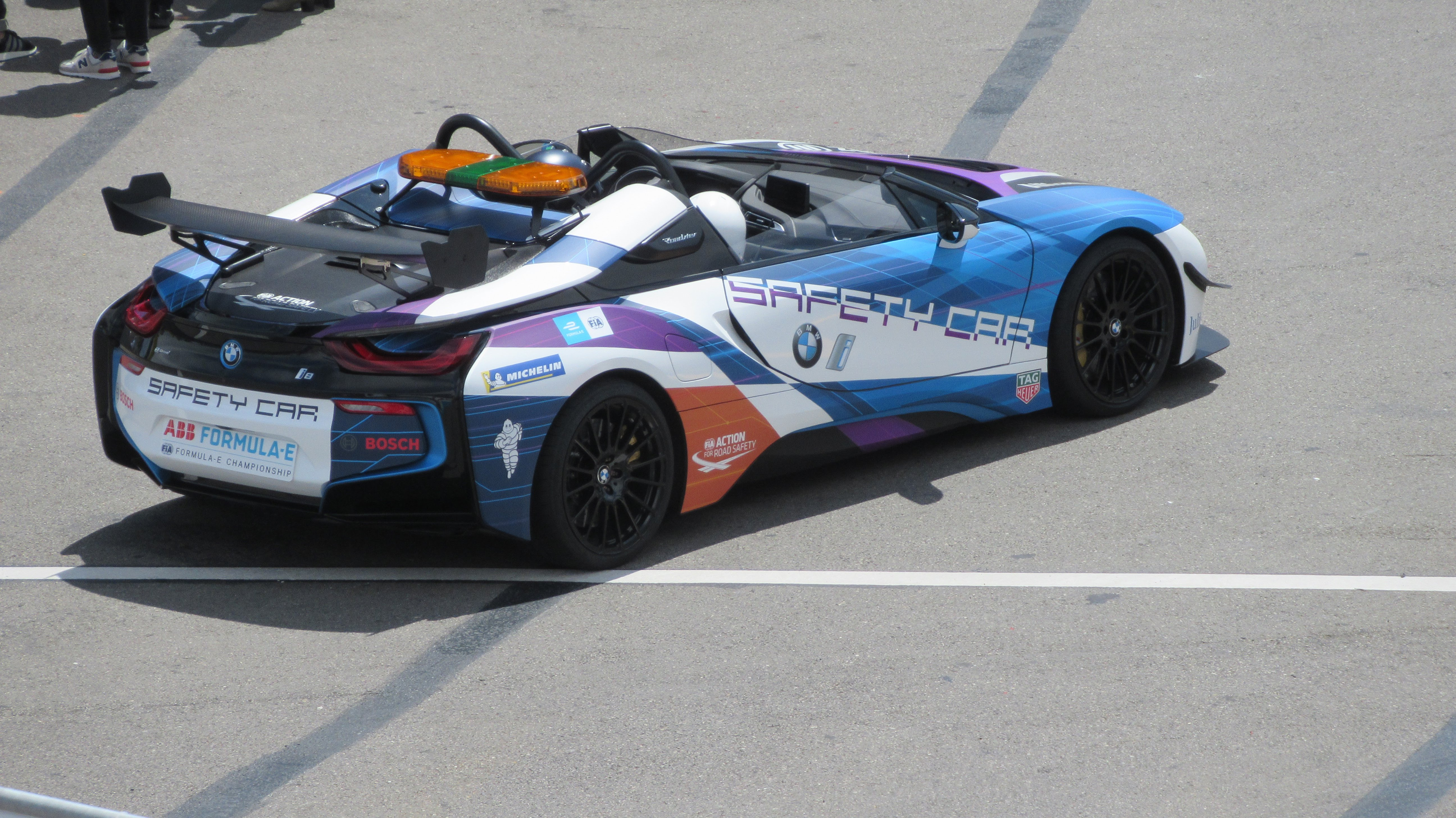
BMW i8, pierwszy samochód bezpieczeństwa Formuły E

Przez pierwsze siedem sezonów samochodem bezpieczeństwa był BMW i8. W sezonie 2020/2021, w wybranych wyścigach samochodem bezpieczeństwa był Mini Electric. Od sezonu 2021/2022 rolę samochodu bezpieczeństwa pełni Porsche Taycan, który jest pomalowany w kolory wszystkich zespołów.
W grudniu 2019, Fédération Internationale de l’Automobile poinformowała, że Formuła E otrzyma status mistrzostw świata wraz z początkiem sezonu 2020/2021, będąc pierwszą serią wyścigów jednomiejscowych poza Formułą 1, która będzie miała taką rangę.

## Szczegóły
W mistrzostwach Formuły E rywalizuje obecnie jedenaście zespołów po dwóch kierowców. Seria ta obejmuje samochody wyścigowe z napędem elektrycznym, podobne stylem do samochodów Formuły 1 z napędem hybrydowym.

### Format dnia
Weekend wyścigowy rozpoczyna się od dwóch porannych sesji treningowych, trwających odpowiednio 45 i 30 minut. Pierwotnie kierowcy mieli do dyspozycji dwa samochody, choć po wprowadzeniu samochodu Spark SRT05e w sezonie 2018/2019 korzystają tylko z jednego o mocy 250 kW.
Później odbywa się sesja kwalifikacyjna w ciągu dnia i trwa godzinę. Kierowcy podzieleni są na cztery grupy po pięć lub sześć, przy czym każda grupa ma sześć minut na ustawienie najlepszego okrążenia. Pełna moc 250 kW jest dostępna przez cały czas. Obecnie sześciu najszybszych kierowców wyjeżdża na sesję zwaną Super Pole, w której każdy wyjeżdża pojedynczo, aby wykonać swoje najlepsze okrążenie, które może dać pole position.
Od sezonu 2018/2019 wyścig trwa 45 minut plus jedno okrążenie. Do czwartego sezonu kierowcy robili obowiązkowy pit stop, celem zmiany samochodu. Dwie załogi pomagały kierowcy w zmianie pasów bezpieczeństwa, a ze względu na bezpieczeństwo, ustalono minimalny wymagany czas na pit stop, który był różny w zależności od toru. Wymiana opon nie jest konieczna, o ile nie wystąpi jej przebicie. Ponadto komplet opon nadaje się na każdą pogodę. W trybie wyścigowym maksymalna moc jest ograniczona do 200 kW.

### Punktacja
W Formule E punkty są przyznawane pierwszej dziesiątce kierowców, według standardowego klucza, stosowanego w innych seriach nadzorowanych przez FIA:
| 1. | 2. | 3. | 4. | 5. | 6. | 7. | 8. | 9. | 10. | PP | NO | G |
| -- | -- | -- | -- | -- | -- | -- | -- | -- | --- | -- | -- | - |
| 25 | 18 | 15 | 12 | 10 | 8  | 6  | 4  | 2  | 1   | 3  | 1  | 1 |

Na mistrzostwa składają się zarówno mistrzostwa kierowców, jak i mistrzostwa wśród zespołów. Mistrzem serii zostaje kierowca, który zdobędzie największą liczbę punktów po określonej liczbie wyścigów. Tytuł wśród zespołów zdobywa ekipa, która będzie miała największą liczbę punktów, zdobytych łącznie przez kierowców danego zespołu.

### Fanboost
W każdym wyścigu, fani mogą głosować na swojego ulubionego kierowcę za pośrednictwem różnych mediów społecznościowych, w celu zapewnienia im dodatkowej mocy. Głosowanie rozpoczyna się na sześć dni przed wyścigiem i kończy się po piętnastu minutach od rozpoczęcia wyścigu. Pięciu kierowców z najlepszymi wynikami otrzymuje Fanboost w postaci dodatkowej mocy, którą można wykorzystać w 5-sekundowym oknie podczas drugiej połowy wyścigu.

### Tryb ataku
Tryb ataku lub inaczej Attack Mode został wprowadzony w piątym sezonie Formuły E. Kierowcy otrzymywali początkowo dodatkowe 25 kW mocy, jadąc przez wyznaczony obszar toru poza linią wyścigową. Ich dostępna liczba oraz długość są ustalane indywidualnie dla każdego wyścigu. Wszystkie tryby ataku muszą być aktywowane na koniec wyścigu, ale nie muszą być zużywane. Od sezonu 2019/2020 dodatkowa moc została zwiększona do 35 kW. W trakcie neutralizacji i wyjazdu samochodu bezpieczeństwa, kierowca nie może go aktywować.

## Samochód

### Spark-Renault SRT_01E
Przez pierwsze cztery sezony używano elektrycznego samochodu wyścigowego, skonstruowanego przez Spark Racing Technology, nazwanego Spark-Renault SRT_01E. Samochód został zaprojektowany przez firmę Dallara, system akumulatorów stworzyła firma Williams Advanced Engineering, natomiast Hewland skonstruował pięciobiegową skrzynię biegów. Oficjalnym wyłącznym dostawcą opon zostało Michelin. W pierwszym sezonie serii zamówiono 42 samochody elektryczne, po cztery samochody udostępnione każdemu z dziesięciu zespołów i dwa samochody przeznaczone do testów.
Samochód miał moc 190 kW. Do 100 km/h przyspieszał w trzy sekundy, przy maksymalnej prędkości 225 km/h. Generatory używane do ponownego ładowania akumulatorów były zasilane gliceryną, produktem ubocznym produkcji biodiesla.
W pierwszym sezonie wszystkie zespoły korzystały z napędu elektrycznego opracowanego przez McLarena (takiego samego jaki został zastosowany w samochodzie McLaren P1). Od drugiego sezonu producenci mogli budować własny silnik elektryczny, falownik, skrzynię biegów i układ chłodzenia, natomiast nadwozie i akumulator pozostały takie same. Układy napędowe na sezon 2016/2017 tworzyło dziewięciu producentów: ABT Schaeffler, Andretti Technologies, DS-Virgin, Jaguar, Mahindra, NextEV TCR, Penske, Renault e.dams i Venturi

### Spark SRT05e

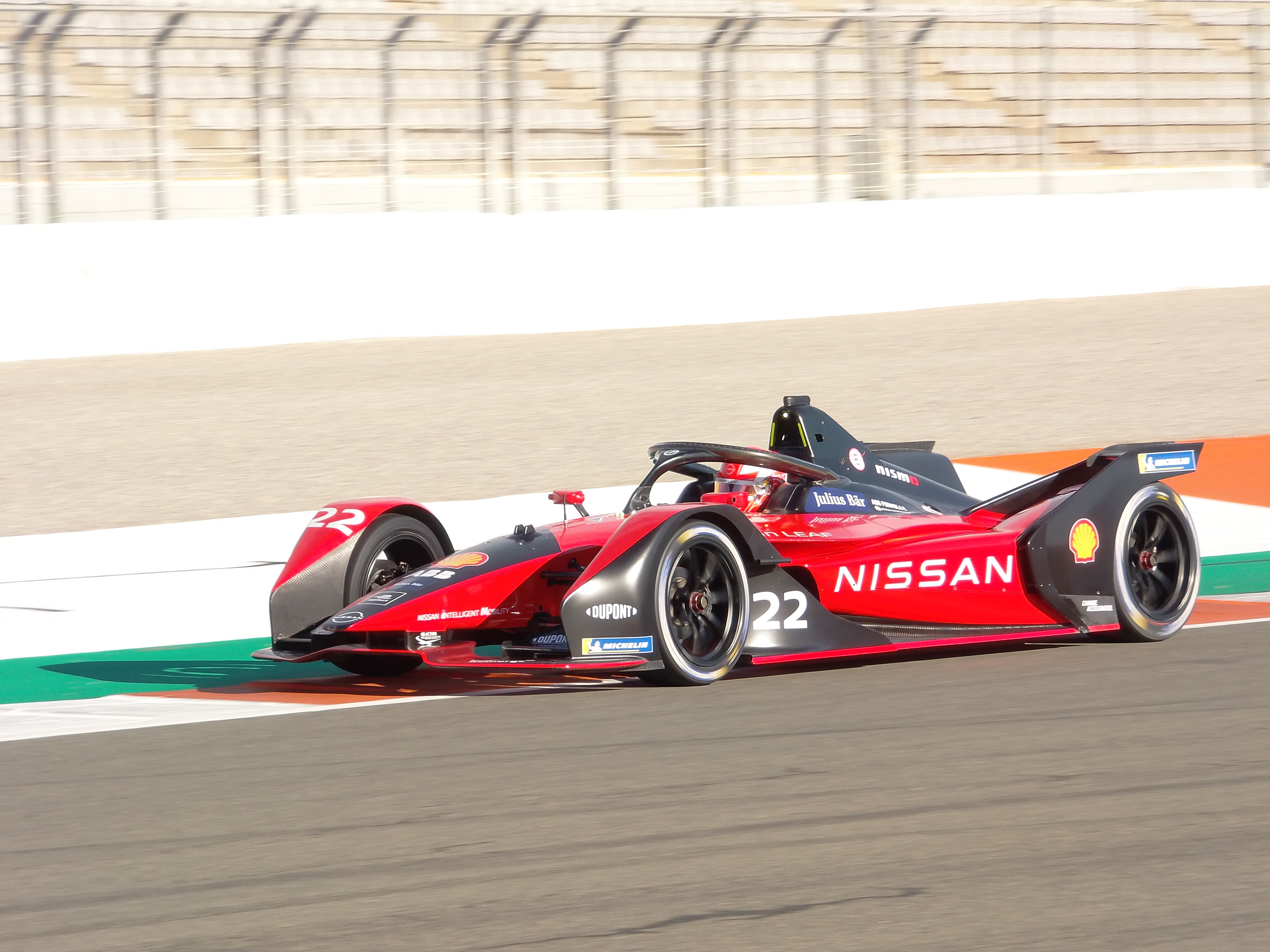
Samochód SRT05e, prowadzony przez Maximiliana Günthera i pomalowany w barwy zespołu Nissan e.dams podczas testów przedsezonowych w Walencji (2021)

Od sezonu 2018/2019 używany był samochód drugiej generacji („Gen2”) oznaczony jako Spark SRT05e, oferujący znaczący postęp technologiczny w stosunku do poprzedniego samochodu. Bateria, wyprodukowana przez McLaren Applied Technologies i Lucid miała pojemność 54 kWh. Moc została zwiększona do 250 kW, natomiast maksymalna prędkość wzrosła do około 280 km/h, co oznaczało, że samochody przestały być zmieniane w trakcie wyścigu. Nowe samochody wyposażone były w układy hamulcowe Brembo, wybrane przez Spark Racing Technology na wyłącznego dostawcę. Samochody wyposażone zostały w osłonę typu "halo", stosowaną w innych samochodach wyścigowych. Michelin pozostał wyłącznym dostawcą opon.
W lutym 2020, władze Formuły E zaprezentowały nowy pakiet aerodynamiczny, nazwany EVO. Pakiet ten zawiera nowe przednie skrzydło, konwencjonalne tylne skrzydło i płetwę rekina. Pierwotnie zaktualizowane samochody miały zadebiutować w sezonie 2020/2021, lecz z powodu działań, związanych z oszczędnościami, będące następstwem pandemii COVID-19, miał być odroczony na sezon 2021/2022. W sierpniu 2020 postanowiono porzucić użycie zaktualizowanych samochodów, ze względu na przejście do samochodów trzeciej generacji w sezonie 2022/2023 i koszt samochodu z nowym pakietem aerodynamicznym, którego prowadzenie miało wynieść 380 tysięcy dolarów

### Samochód trzeciej generacji
Od sezonu 2022/2023 używany jest samochód trzeciej generacji („Gen3”). Prawdopodobnie poziom mocy samochodu wynosi 350 kW w kwalifikacjach i 300 kW w wyścigu, podczas gdy moc rekuperacji wynosi 250 kW na osi przedniej i 350 kW na tylnej osi, co daje w sumie 600 kW podczas hamowania. Williams Advanced Engineering jest wyłącznym dostawcą akumulatorów do nowej generacji samochodu. Nowe akumulatory prawdopodobnie mają poprawioną gęstość i trwałość energii oraz nowy cykl życiowy, ponadto jest możliwość szybkiego ładowania, jako że seria przywróciła zjazdy do alei serwisowej. Od sezonu 2022/2023 dostawcą opon jest Hankook, który dostarcza opony zapewniające długą wydajność i niższy opór toczenia. Opony są skonstruowane tak, żeby kierowcy mogli łatwiej prowadzić bolid na suchej i mokrej nawierzchni, a ogumienie jest wytworzone z biomasy i zrównoważonego kauczuku.

## Sezony

### 2014/2015

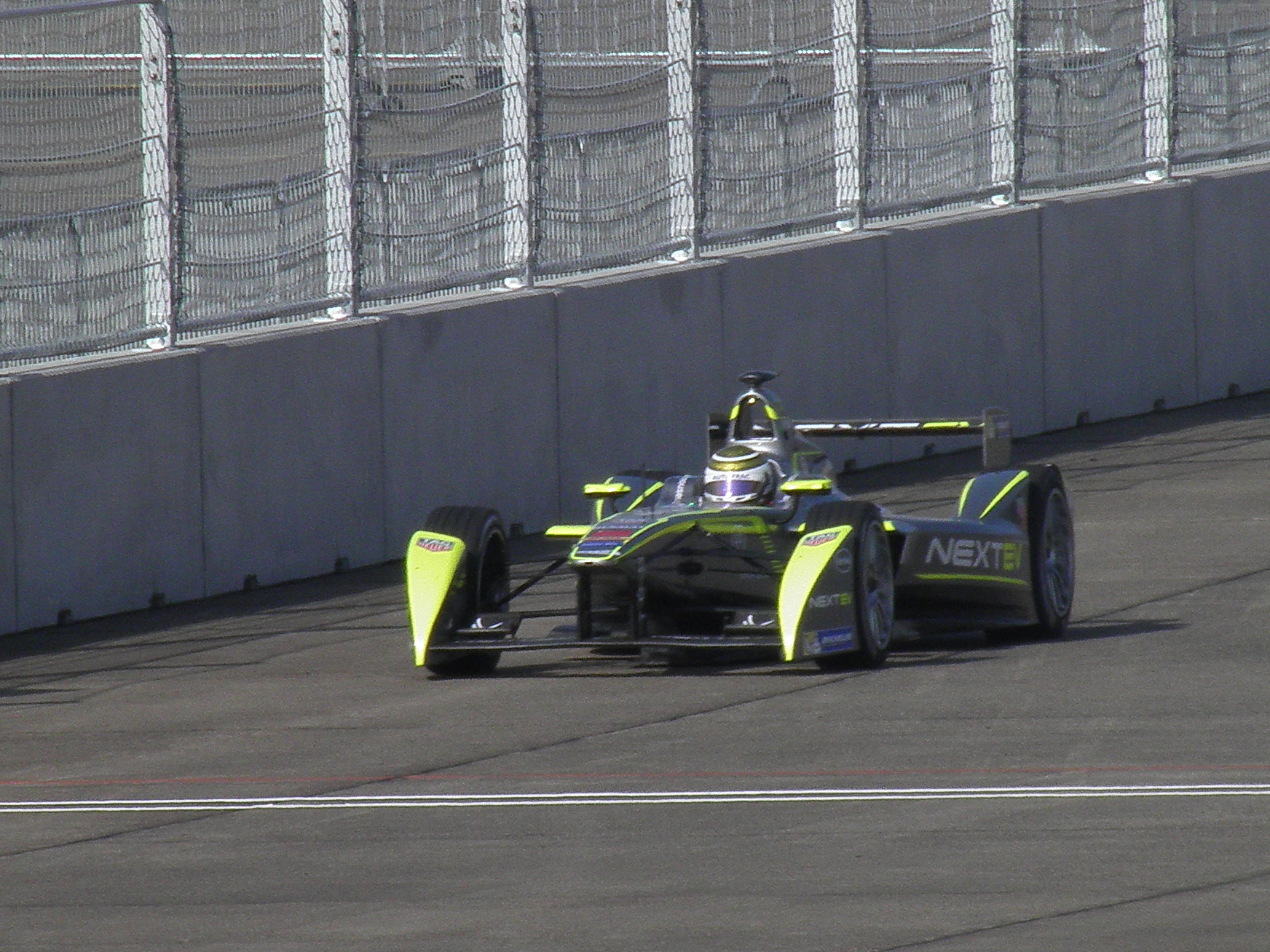
Nelson Piquet Jr. podczas ePrix Berlina 2015

Pierwszy sezon Formuły E składał się z jedenastu wyścigów, rozgrywanych w dziesięciu różnych miastach-gospodarzach. Wyścigi odbywały się w Pekinie, Putrajayi, Punta del Este, Buenos Aires, Long Beach, Miami, Monte Carlo, Berlinie, Moskwie i w Londynie, gdzie odbyła się podwójna runda.
Inauguracyjny wyścig Formuły E odbył się 13 września 2014 na torze znajdującym się przy Stadionie Narodowym w Pekinie. Zwycięzcą wyścigu został Lucas Di Grassi, po tym kiedy Nick Heidfeld i Nicolas Prost zderzyli się ze sobą na ostatnim okrążeniu. W pierwszym sezonie wygrywali Sébastien Buemi (trzykrotnie), Sam Bird, Nelson Piquet Jr. (obaj dwukrotnie), António Félix da Costa, Nicolas Prost, Jérôme d’Ambrosio i Lucas Di Grassi (po jednym razie). O mistrzostwie zadecydował ostatni wyścig w Londynie, gdzie Piquet ostatecznie o jeden punkt wyprzedził Sébastiena Buemiego. Tytuł wśród zespołów zdobyła ekipa Renault e.dams z liczbą 232 punktów.

### 2015/2016

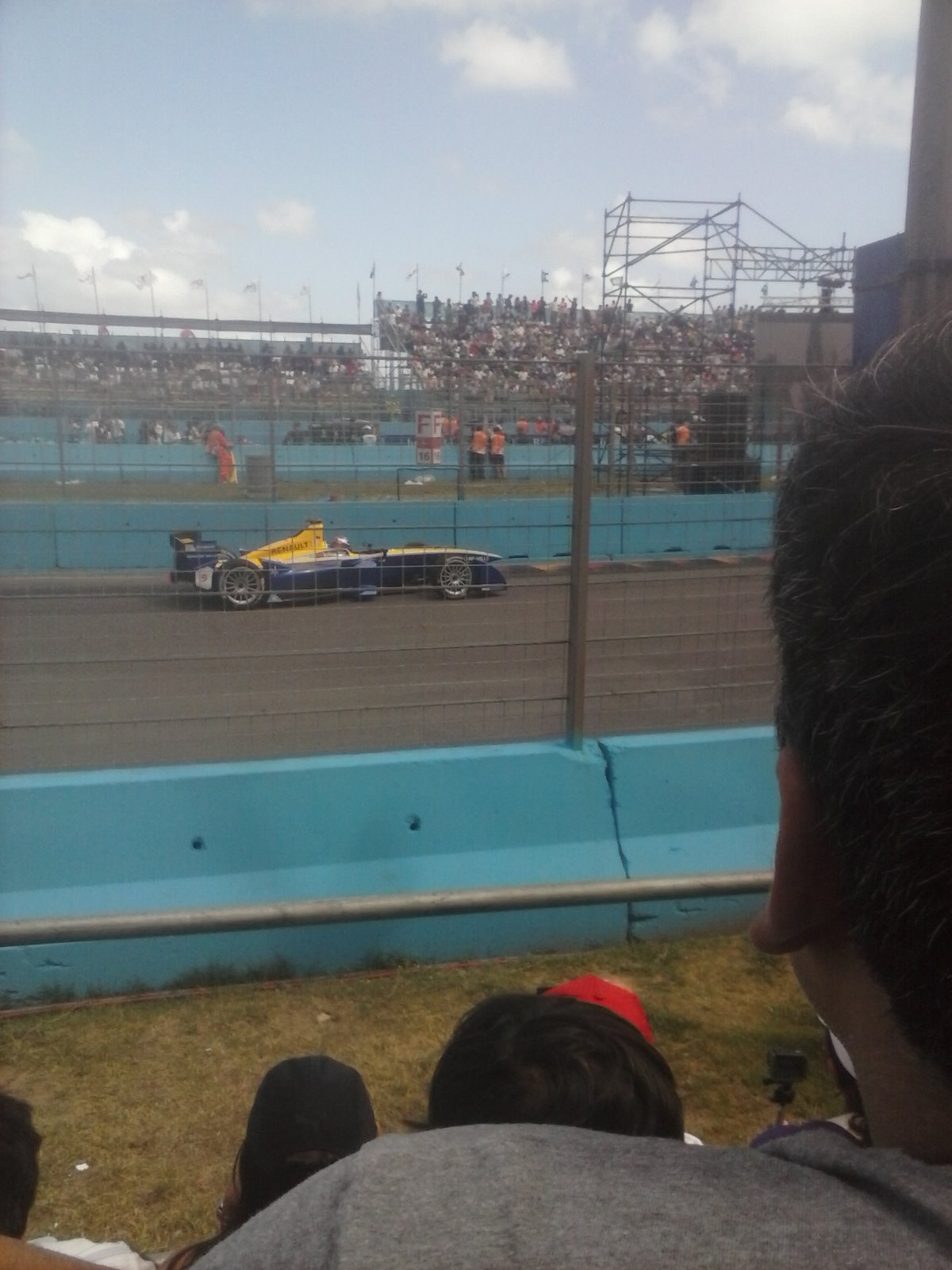
Sébastien Buemi podczas ePrix Punta del Este 2015

Drugi sezon Formuły E rozpoczął się w październiku 2015, a zakończył na początku lipca 2016. Kalendarz obejmował dziesięć wyścigów w dziewięciu różnych miastach. W tym sezonie wprowadzono ośmiu producentów, którym pozwolono opracować nowe układy napędowe. Sébastien Buemi zdobył mistrzostwo, z przewagą dwóch punktów nad Lucasem di Grassim, natomiast mistrzostwo wśród zespołów drugi raz z rzędu zdobyła ekipa Renault e.dams.

### 2016/2017

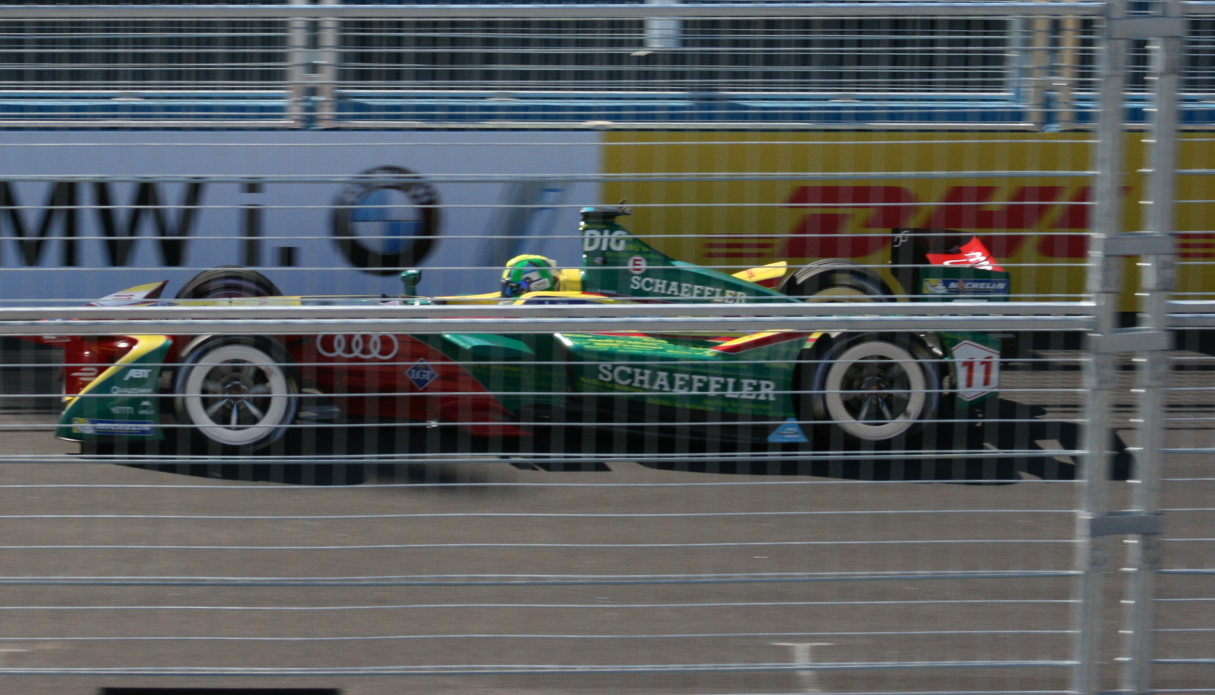
Lucas Di Grassi podczas ePrix Nowego Jorku 2017

Trzeci sezon rozpoczął się w październiku 2016 roku w Hongkongu, a zakończył w lipcu 2017 roku w Montrealu. Lucas Di Grassi zdobył mistrzostwo w ostatnim wyścigu sezonu, wyprzedzając o 24 punkty Sébastiena Buemiego i 54 punkty przed debiutantem Felixem Rosenqvistem, który zajął trzecie miejsce. Mistrzostwo wśród zespołów trzeci raz z rzędu zdobyła ekipa Renault e.dams.

### 2017/2018

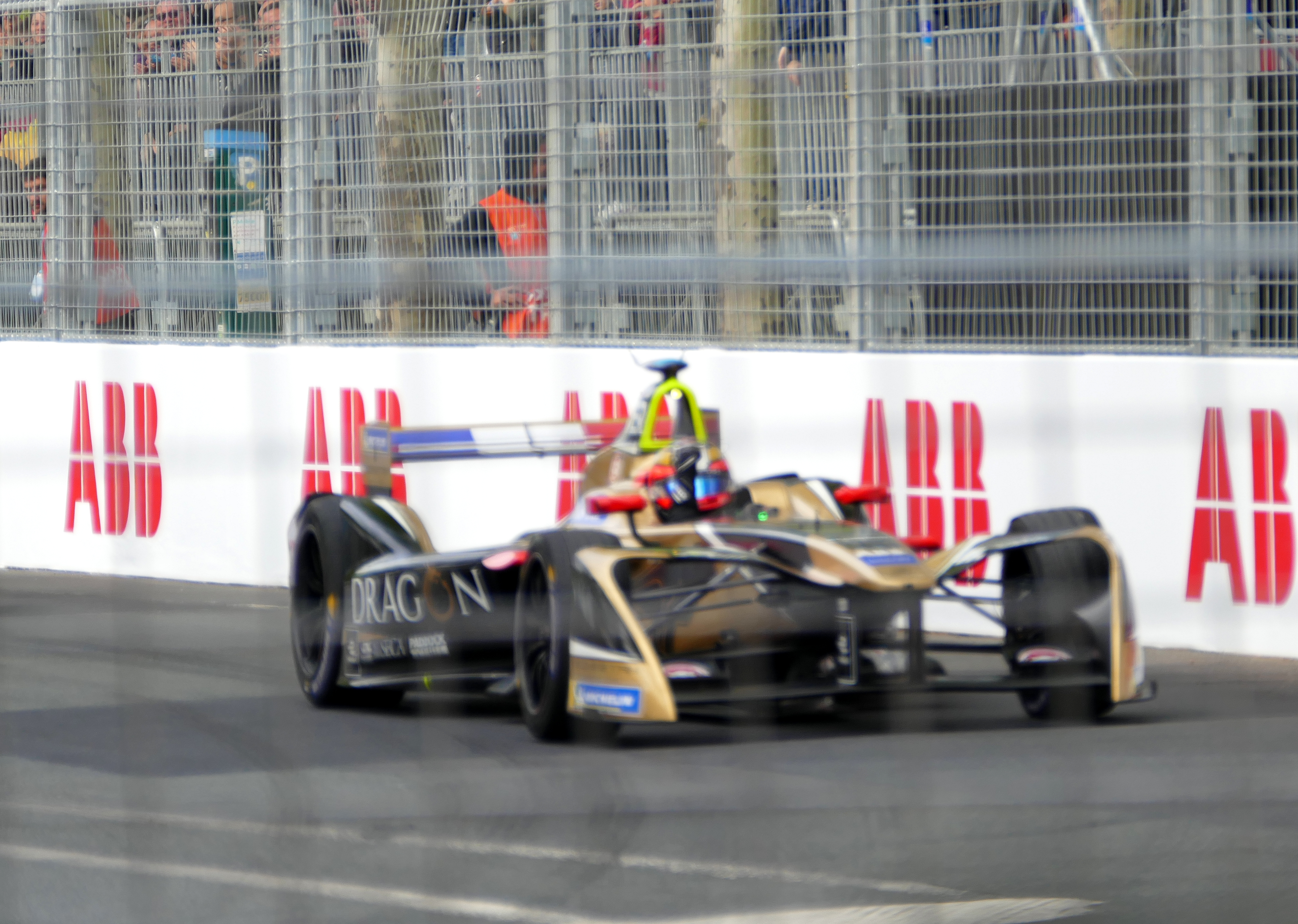
Jean-Éric Vergne podczas ePrix Paryża 2018

Sezon 2017/2018 był czwartym sezonem Formuły E. Rozpoczął się w grudniu 2017 w Hongkongu i zakończyło w lipcu 2018 w Nowym Jorku. Tytuł mistrzowski zdobył Jean-Éric Vergne, wyprzedzając dotychczasowego mistrza, który z kolei wyprzedził o jeden punkt Sama Birda. Tytuł wśród zespołów zdobył Audi Sport ABT Schaeffler, który wyprzedził zespół Techeetah o dwa punkty.

### 2018/2019

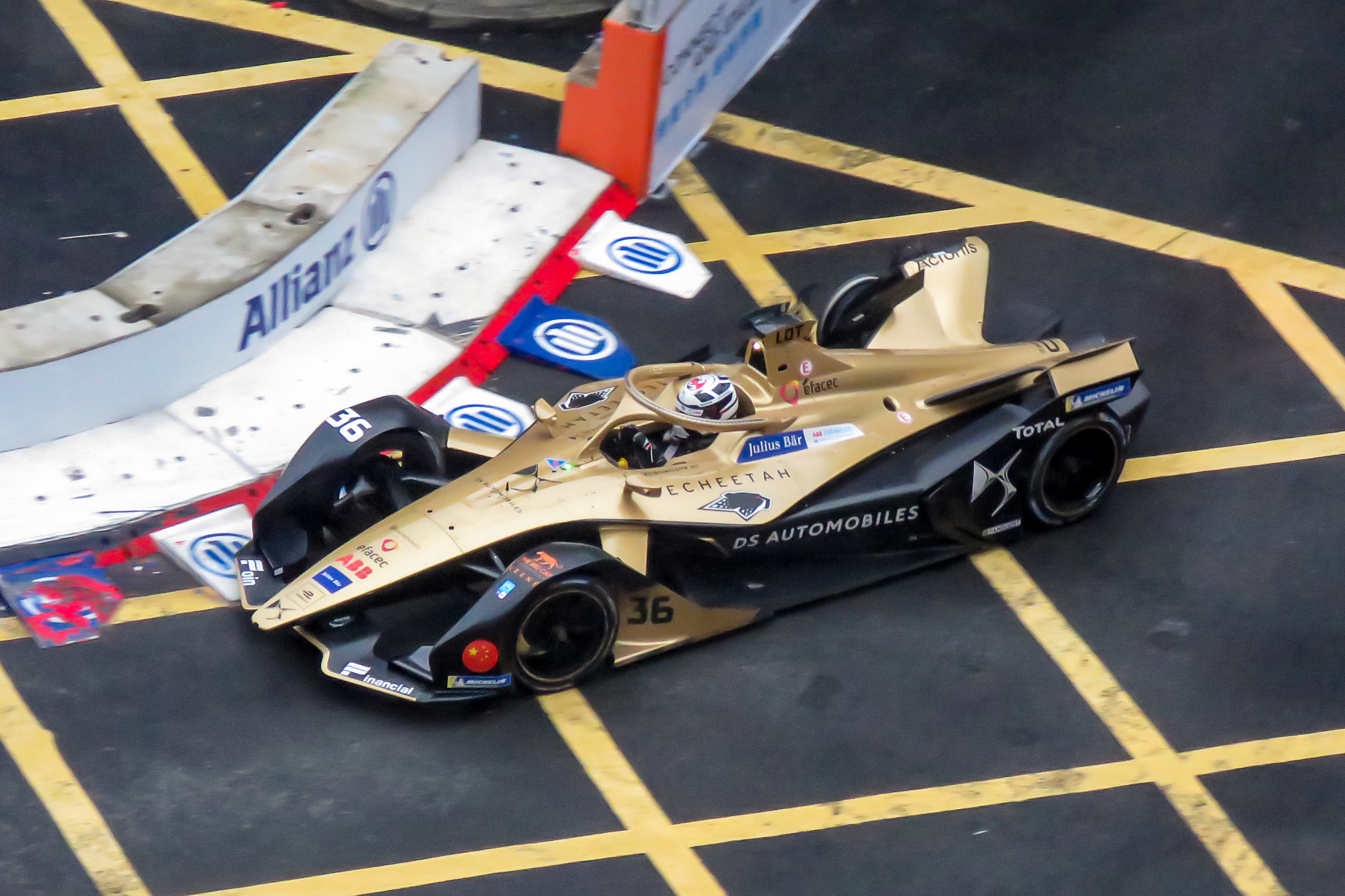
André Lotterer podczas ePrix Hongkongu 2019

Sezon 2018/2019 był piątym sezonem Formuły E. Został wprowadzony samochód drugiej generacji, ze znacznie poprawioną mocą i zasięgiem, co całkowicie wyeliminowało konieczność zmiany samochodu i pit-stopów, z wyjątkiem uszkodzeń. Jednak samochody są nadal podatne na wyczerpanie mocy, jeśli czerwone flagi i samochody bezpieczeństwa wydłużają wyścig. W Gen2 wprowadzono również system ochrony kierowcy typu "halo".
BMW, Nissan i DS Automobiles dołączyli do Formuły E jako oficjalni producenci na sezon 2018/2019. Nissan zastąpił Renault, które opuściło mistrzostwa, skupiając się na programie zespołu w Formule 1. Zmienił się również format wyścigów z ustalonej liczby okrążeń do 45 minut plus jedno okrążenie. Wyścig o ePrix Hongkongu było 50. wyścigiem w historii Mistrzostw Formuły E, od momentu powstania serii w 2014. Czterech kierowców startowało w każdym wyścigu tych mistrzostw od samego początku – są to Lucas Di Grassi, Sam Bird, Daniel Abt i Jérôme d’Ambrosio.
Tytuł obronił Jean-Éric Vergne, stając się pierwszym kierowcą Formuły E, który obronił mistrzostwo i pierwszym, który zdobył więcej niż jeden tytuł mistrzowski, ponadto czyniając to drugi raz z rzędu. Mistrzostwo wśród zespołów wywalczyła ekipa Techeetah.

### 2019/2020

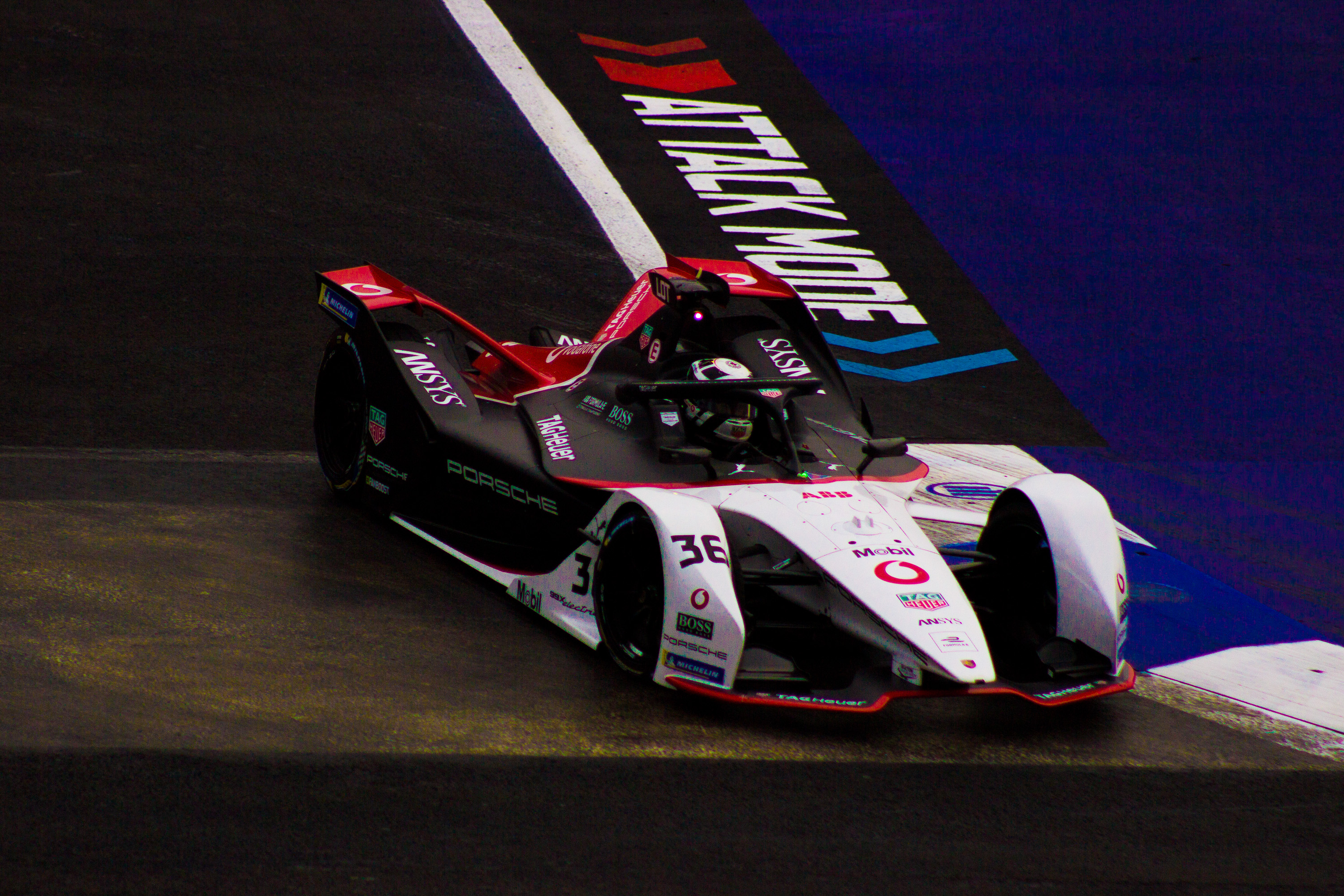
André Lotterer podczas ePrix Meksyku 2020

W szóstym sezonie Formuły E dołączyli dwaj nowi producenci: Mercedes-Benz i Porsche. Do mistrzostw wprowadzono szereg zmian zasad, w szczególności odjęcie energii użytecznej podczas pełnej neutralizacji i wyjazdu samochodu bezpieczeństwa, przy czym odejmowano 1 kWh na minutę. Z powodu pandemii COVID-19, w marcu 2020 tymczasowo zawieszono sezon, natomiast wszystkie zaplanowane wyścigi odwołano. Sezon ostatecznie zakończył się w sierpniu sześcioma wyścigami na torze znajdującym się przy porcie lotnicznym Berlin-Tempelhof, gdzie użyto trzech wariantów toru.
Mistrzem w sezonie 2019/2020 został António Félix da Costa, zapewniając tytuł na dwa wyścigi przed końcem, natomiast drugi raz z rzędu tytuł wśród zespołów wywalczył DS Techeetah.

### 2020/2021

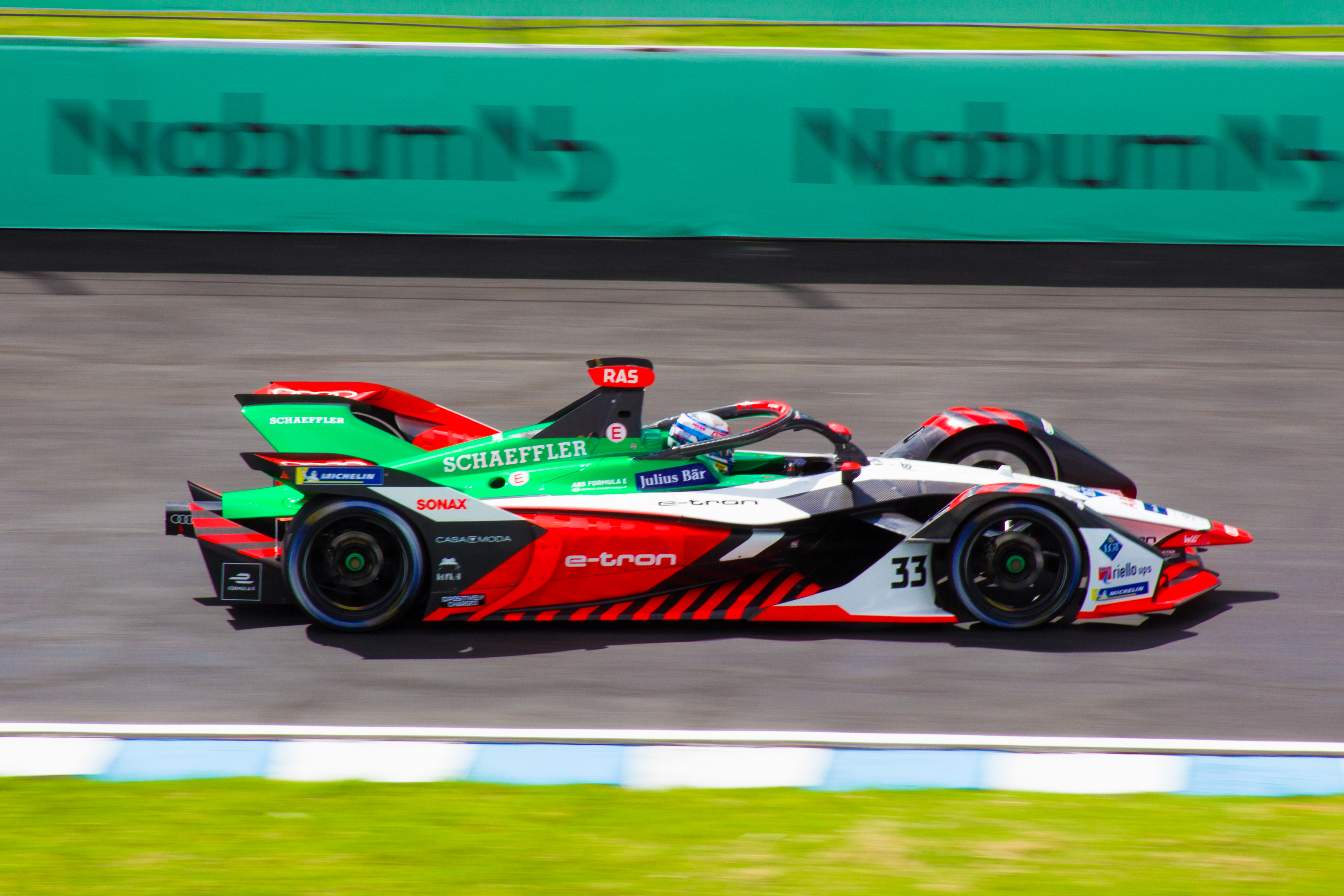
René Rast podczas ePrix Puebli 2021

Począwszy od sezonu 2020/2021, Formuła E zyskała status mistrzostw świata, gdyż spełniła kryteria minimum czterech producentów i wyścigów rozgrywanych na trzech kontynentach.
Mistrzem świata w sezonie 2020/2021 został Nyck de Vries, natomiast tytuł wśród zespołów wywalczyła ekipa Mercedes-EQ Formula E Team.

## Serie towarzyszące

### FE School Series
W pierwszym sezonie serii pojawiła się seria FE School Series. Lokalne szkoły budowały małe elektryczne pojazdy, a zestawy do ich budowy były przygotowywane przez firmę Greenpower. Zaledwie po jednym sezonie porzucono dalszą organizację tych wyścigów.

### Jaguar I-Pace eTrophy
Władze Formuły E i Jaguara uruchomiły serię towarzyszącą z elektrycznymi SUV-ami Jaguar I-Pace z zasilaniem akumulatorowym. Seria nosiła nazwę I-Pace eTrophy i towarzyszyła Formule E w sezonie 2018/2019 i 2019/2020. W maju 2020, Jaguar ogłosił zakończenie serii, ze względu na panujący kryzys ekonomiczny, spowodowany pandemią koronawirusa.

### Race at Home Challenge
W czasie zawieszenia sezonu przez pandemię COVID-19, władze Formuły E zorganizowały wirtualne wyścigi Race at Home Challenge. Odbywały się dwa wyścigi – w pierwszym uczestniczyli kierowcy biorący udział w Mistrzostwach Formuły E, natomiast w drugim gracze e-sportowi i influencerzy. Zwycięzca w rywalizacji simracerów ma otrzymać test w samochodzie Formuły E w świecie rzeczywistym.

## Miejsca rozgrywania wyścigów Formuły E
| Lp. | Miejscowość    | 2014/2015 | 2015/2016 | 2016/2017 | 2017/2018 | 2018/2019 | 2019/2020 | 2020/2021 | 2021/2022 | 2022/2023 | 2023/2024 | 2024/2025 |
| --- | -------------- | --------- | --------- | --------- | --------- | --------- | --------- | --------- | --------- | --------- | --------- | --------- |
| 1.  | Pekin          |           |           |           |           |           |           |           |           |           |           |           |
| 2.  | Putrajaya      |           |           |           |           |           |           |           |           |           |           |           |
| 3.  | Punta del Este |           |           |           |           |           |           |           |           |           |           |           |
| 4.  | Buenos Aires   |           |           |           |           |           |           |           |           |           |           |           |
| 5.  | Miami          |           |           |           |           |           |           |           |           |           |           |           |
| 6.  | Long Beach     |           |           |           |           |           |           |           |           |           |           |           |
| 7.  | Monte Carlo    |           |           |           |           |           |           |           |           |           |           |           |
| 8.  | Berlin         |           |           |           |           |           |           |           |           |           |           |           |
| 9.  | Moskwa         |           |           |           |           |           |           |           |           |           |           |           |
| 10. | Londyn         |           |           |           |           |           | [ c ]     |           |           |           |           |           |
| 11. | Meksyk         |           |           |           |           |           |           |           |           |           |           |           |
| 12. | Paryż          |           |           |           |           |           | [ c ]     |           |           |           |           |           |
| 13. | Hongkong       |           |           |           |           |           |           |           |           |           |           |           |
| 14. | Marrakesz      |           |           |           |           |           |           |           |           |           |           |           |
| 15. | Nowy Jork      |           |           |           |           |           | [ c ]     |           |           |           |           |           |
| 16. | Montreal       |           |           |           |           |           |           |           |           |           |           |           |
| 17. | Santiago       |           |           |           |           |           |           |           |           |           |           |           |
| 18. | Rzym           |           |           |           |           |           | [ c ]     |           |           |           |           |           |
| 19. | Zurych         |           |           |           |           |           |           |           |           |           |           |           |
| 20. | Ad-Dirijja     |           |           |           |           |           |           |           |           |           |           |           |
| 21. | Sanya          |           |           |           |           |           | [ c ]     |           |           |           |           |           |
| 22. | Berno          |           |           |           |           |           |           |           |           |           |           |           |
| 23. | Seul           |           |           |           |           |           | [ c ]     |           |           |           |           |           |
| 24. | Dżakarta       |           |           |           |           |           | [ c ]     |           |           |           |           |           |
| 25. | Walencja       |           |           |           |           |           |           |           |           |           |           |           |
| 26. | Puebla         |           |           |           |           |           |           |           |           |           |           |           |
| 27. | Hajdarabad     |           |           |           |           |           |           |           |           |           |           |           |
| 28. | Kapsztad       |           |           |           |           |           |           |           |           |           |           |           |
| 29. | São Paulo      |           |           |           |           |           |           |           |           |           |           |           |
| 30. | Portland       |           |           |           |           |           |           |           |           |           |           |           |
| 31. | Tokio          |           |           |           |           |           |           |           |           |           |           |           |
| 32. | Misano         |           |           |           |           |           |           |           |           |           |           |           |
| 33. | Szanghaj       |           |           |           |           |           |           |           |           |           |           |           |

## Mistrzowie
| Sezon     | Mistrz (kierowcy)      | Mistrz (zespoły)           |
| --------- | ---------------------- | -------------------------- |
| 2014/2015 | Nelson Piquet Jr.      | e.dams Renault             |
| 2015/2016 | Sébastien Buemi        | Renault e.dams             |
| 2016/2017 | Lucas Di Grassi        | Renault e.dams             |
| 2017/2018 | Jean-Éric Vergne       | Audi Sport ABT Schaeffler  |
| 2018/2019 | Jean-Éric Vergne       | DS Techeetah               |
| 2019/2020 | António Félix da Costa | DS Techeetah               |
| 2020/2021 | Nyck de Vries          | Mercedes-EQ Formula E Team |
| 2021/2022 | Stoffel Vandoorne      | Mercedes-EQ Formula E Team |
| 2022/2023 | Jake Dennis            | Envision Racing            |
| 2023/2024 | Pascal Wehrlein        | Jaguar TCS Racing          |